# 托梅·德索萨
托梅·德索萨（葡萄牙語：Tomé de Sousa；1503年—1579年），16世纪葡萄牙贵族，首任巴西总督，1549年至1553年在任。

## 生平
索萨出生在拉蒂什的贵族家庭。在成为巴西总督之前，索萨曾参与过在非洲的远征行动，与摩尔人作战；还曾指挥孔塞桑（Conceição）号拿乌帆船参与葡属印度的殖民活动，在当地任职。1549年，长期偏重印度香料贸易的葡萄牙王室决定整顿美洲的巴西殖民地，于是任命索萨为首任总督。索萨在巴伊亚地区建立萨尔瓦多城，并以此为首府。索萨还大力扩张殖民地军队。索萨率领约千名殖民者和士兵抵达巴西，还包括四百名亡命徒（degredado），即犯有小罪而被驱逐出境者；随行者还包括六名耶稣会士，是为巴西最早的耶稣会传教士，加速了当地原住民的基督教化进程。索萨对原住民恩威并施，一面同当地部落和平往来，一面以酷刑恐吓。
索萨着手限制各大封建主的势力，以利王室的直接统治；设立主教区，兴办教会教育；修筑防御工事抵御海盗的劫掠；设立造船厂，发展水路交通；设立市政组织，吸引更多移民。
1552年，索萨发现了今里约热内卢所在地区得天独厚的优势，指出当地是理想的移民定居地。1553年，他卸任返回葡萄牙，担任王室顾问。1579年在葡萄牙逝世。

## 延伸阅读
- Crow, John A. The Epic of Latin America, Fourth Edition. University of California Press. 1992.